# Tim Ariesen
Tim Ariesen (Rhenen, 20 marzo 1994) è un ex ciclista su strada ed ex ciclocrossista olandese.

## Palmarès

### Strada
- 2015 (Cyclingteam Jo Piels, due vittorie)

Classifica generale Carpathian Couriers Race
Grand Prix des Marbriers

#### Altri successi
- 2015 (Cyclingteam Jo Piels)

Classifica a punti Carpathian Couriers Race
Classifica giovani Tour de Gironde

## Piazzamenti

### Classiche monumento
- Liegi-Bastogne-Liegi

2017: ritirato

### Competizioni mondiali
- Campionati del mondo di ciclocross

Koksijde 2012 - Junior: 16º

### Competizioni europee
- Campionati europei di ciclocross

Lucca 2011 - Junior: 15º